# Obóz jeniecki Szprotawa

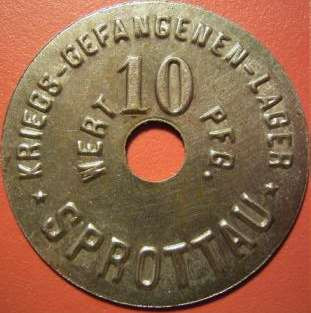
Moneta obozowa wartości 10 fenigów

Obóz jeniecki Szprotawa (Kriegsgefangenenlager Sprottau) – niemieckie miejsce internowania jeńców wojennych, funkcjonujące podczas I wojny światowej (1914-18), usytuowane na wschodniej rubieży miasta na terenie poligonu artyleryjskiego.
W obozie przetrzymywano Anglików, Francuzów, Belgów, Włochów, Serbów, Rosjan i żołnierzy innych narodowości. Jeńcy zamieszkujący w barakach otrzymywali specjalne pieniądze obozowe, gromadzili się w kołach zainteresowań, byli zatrudniani w szprotawskich zakładach przemysłowych. Na ich potrzeby działały m.in. kuchnia i lazaret.
Przy obozie powstał cmentarz jeniecki na 4 tysiące mogił. Kilka lat po wojnie część pochówków ekshumowano i postawiono pomnik martyrologiczny chroniony prawem międzynarodowym, wpisany do gminnej ewidencji zabytków. Na pomniku umieszczono napisy w siedmiu językach (angielskim, francuskim, walońskim, włoskim, serbskim, rosyjskim i niemieckim), brzmiące w tłumaczeniu: „Od jeńców wojennych obozu Szprotawa ku pamięci swych towarzyszy, którzy zginęli na wygnaniu”.
W latach 30. XX wieku w miejscu byłego obozu zbudowano lotnisko wojskowe.

## Literatura
- „Sprottauer Tageblatt” z 25.04.1938
- Maciej Boryna: Tajemnice militarne Szprotawy na Dolnym Śląsku, 2006